# Phellopsis obcordata
Phellopsis obcordata là một bọ cánh cứng thuộc họ Zopheridae.